# كيفو الشمالية
كيفو الشمالية(الفرنسية: Nord-Kivu) هي ضمن مقاطعات جمهورية الكونغو الديمقراطية الستة والعشرين الحديثة، وأيضا كانت ضمن المقاطعة إحدى عشر السابقة (2015-1966)، المقاطعة لها حدود معبحيرة كيفو في شرق "جمهورية الكونغو الديمقراطية"، عاصمتها هي غوما تعتبر من أكبر مدن الجمهورية.
كيفو الشمالية له حدود من الشمال مقاطعة إيتوري ومن الشمال الغربي مقاطعة تشوبو التان كانتا جزءاً من مقاطعة أوريونتال في السابق، ومقاطعة مانيما في جنوب الغربي وكيفو الجنوبية في الجنوب، ومن الشرق ولها حدود مع البلدان أوغندا ورواندا.
المحافظة تتكون من ثلاث مدن – غوما ومدينة بوتمبو وبيني – وستة الأقاليمبيني، ولوبيرو،ماسيسي ،روتشورو ونيراغونغو وواليكالي، المقاطعة هي موطن حديقة فيرونغا الوطنية التي تعتبر إحدى مواقع التراث العالمي بحيث تحتوي على الغوريلا الجبليةالمهددة بالانقراض.
المنطقة تعتبر غير مستقرة سياسياً، بحيث تعتبر واحدة من بؤر الصراعات العسكرية منذ عام 1998، كـ حرب الكونغو الثانية (2003-1998) والنزاع في كيفو (2004-حتى الآن).